# La hija de Moctezuma
La hija de Moctezuma és una pel·lícula mexicana de 2014, dirigida per Iván Lipkies i protagonitzada per María Elena Velasco (com l'Índia María), Eduardo Manzano, Rafael Inclán, Raquel Garza i Ernesto Pape. Va ser l'última pel·lícula en la qual María Elena Velasco va interpretar L'Índia María.

## Sinopsi
L'Índia María ha de trobar costi el que costi en el recòndit d'una muntanya, El Màgic Mirall Negre de Tezcatlipoca, perquè l'esperit del seu besavi Moctezuma Xocoyotzin així ho ha ordenat per evitar la destrucció de Mèxic. Alonso, un atractiu arqueòleg espanyol, Bianchi, un trampós que busca tresors, i Brígida Troncoso, una ambiciosa governadora, s'assabenten de l'existència del feliç Mirall, del misteriós Tresor de Moctezuma i de la tal María, per la qual cosa tots emprenen una frenètica persecució darrere d'ella per apoderar-se del cristall màgic i de l'or.

## Repartiment
- María Elena Velasco com L'Índia María.
- Eduardo Manzano com Xocoyote.
- Rafael Inclán com Moctezuma.
- Raquel Garza com Brígida Troncoso.
- Federico Villa com Juan.
- Ernesto Pape com Alonso.
- Irma Dorantes com a secretària.
- Armando Silvestre
- Alfredo Sevilla

## Producció
Rafael Inclán va baver d'aprendre nàhuatl per interpretar Moctezuma. L'actriu i cantant Irma Dorantes volia participar en la pel·lícula i se li va donar un petit paper com a secretària.
Fou estrenada a Mèxic el 9 d'octubre de 2014 mb 370 còpies distribuïdes per Star Castle Distribution.

## Crítiques
La hija de Moctezuma va rebre bones crítiques. Lucero Calderón d' Excélsior va escriure: "Només puc dir que si els espectadors [mexicans] de vegades veuen pel·lícules de por fetes a Hollywood, per què no poden donar una oportunitat a un pel·lícula que apel·la a la nostàlgia del cinema popular i que es va fer a través dels esforços i el sacrifici de molta gent."

## Premis i nominacions
44a edició de les Diosas de Plata
| Categoria                 | Receptor                                   | Resultat   |
| ------------------------- | ------------------------------------------ | ---------- |
| Millor actor              | Eduardo Manzano                            | Nominat    |
| Millor revelació femenina | Raquel Garza                               | Guanyadora |
| Millor fotografia         | Alberto Lee                                | Nominat    |
| Millor cançó              | La hija de Moctezuma (María Elena Velasco) | Nominada   |